# Blackwater Park
Blackwater Park é o quinto álbum de estúdio da banda sueca de death metal progressivo Opeth. O álbum foi lançado em 27 de fevereiro de 2001 pela Music for Nations e pela Koch Records. O álbum marca a primeira colaboração entre o líder do Porcupine Tree, Steven Wilson, e a banda, como Wilson havia sido trazido para produzir o álbum, que levou a uma considerável mudança no estilo musical do Opeth.
Blackwater Park não alcançou as paradas na América do Norte ou no Reino Unido e teve dois singles lançados dele: "The Drapery Falls" e "Still Day Beneath the Sun". Blackwater Park foi altamente aclamado no seu lançamento inicial e tem sido elogiado pelos críticos, com Eduardo Rivadavia do Allmusic afirmando que o álbum é "certamente o álbum de amadurecimento da banda e, portanto, uma introdução ideal ao seu corpo de trabalho notável".

## Produção
Após algumas datas ao vivo na Europa, o guitarrista e vocalista do Opeth, Mikael Åkerfeldt, foi até a casa de um velho amigo em Estocolmo, Suécia, para gravar algumas demos e apenas relaxar e esperar por alguma inspiração bater. O álbum tem o nome da banda alemã de rock progressivo, Blackwater Park e foi o primeiro álbum que o grupo tinha um título antes de iniciada a gravação. Poucos meses depois quando Åkerfeldt estava jantando com o guitarrista do Porcupine Tree, Steven Wilson, Åkerfeldt discutiu a ideia de Wilson produzir o próximo álbum do Opeth. Após Åkerfeldt enviar para  Wilson as demos que ele tinha gravado, Wilson aceitou produzir o álbum.
O Opeth entrou para o Studio Fredman para começar a trabalhar no Blackwater Park em 10 de agosto de 2000. A banda não tinha letras prévias escritas e só tinha ensaiado três vezes antes de entrar no estúdio. O engenheiro da banda, Fredrik Nordström, tinha arranjado para o grupo ficar em uma pequena sala no estúdio que tinha quatro camas. O Opeth ficou lá por cerca de duas semanas e depois alugou o apartamento do membro do Dark Tranquillity, Mikael Stanne. Após a gravação da bateria básica, ritmos, baixo e violões, Wilson chegou a produzir os vocais limpos e a adicionar algumas levas de guitarra. Åkerfeldt escreveu que Wilson tinha um "enorme impacto na gravação" e depois de trabalhar com ele, o grupo entrou em "uma nova fase".
Åkerfeldt descreveu a gravação do álbum como "muito suave". A banda sueca de extreme metal Soilwork estava gravando no estúdio ao mesmo tempo como o Opeth. Åkerfeldt escreveu que o Opeth se sentia como "um bando de amadores, em comparação. Eles estavam trabalhando o tempo todo. Quando entraram na cozinha para uma pausa, ainda estavamos lá, no mesmo intervalo que demorou 3 horas atrás. Nós não queremos que isso se torne um "trabalho", ou algo que você faz porque você precisa. Nós queremos ter um bom tempo e, portanto, nós só trabalhamos quando ele se sente bem".

### Equipamentos utilizados para a gravação[7]
- Guitarras: PRS CE24, Gibson Les Paul Custom.
- Violões: Seagull S6CW, Yamaha 12Str.
- Baixos: Fender Jazz Bass (Marcus Miller sign.)
- Baterias: Ludwig Custom, Zildian & Sabian Cymbals.
- Amplificadores: Laney VH 100L, Engl 100W, Peavey 5150.
- Cordas: Dadario 010, GHS 045 (Bass), Dr. Thomastik 457.
- Efeitos: Boss GT3, Electro Harmonix Small Stone, E-bow, etc.

## Lançamento
Blackwater Park foi originalmente lançado em 27 de fevereiro de 2001. Esse foi o primeiro álbum do Opeth a ser lançado na América do Norte e ao mesmo tempo no resto do mundo. Foi lançado nos formatos CD e vinil. Uma edição especial de Blackwater Park foi lançada em 2002 com um segundo disco que incluía "Still Day Beneath the Sun" e "Patterns in the Ivy II" como faixas bônus. Essas duas faixas bônus foram lançadas juntas como um EP vinil de apenas 7" pela Robotic Empire Records em fevereiro de 2003. O EP edição limitada se esgotou em menos de 24 horas e continua sendo um dos mais procurados lançamentos do Opeth até a data. Dois singles foram também lançados para promover o Blackwater Park. Uma curta versão editada para a rádio de "The Drapery Falls" foi lançada como um single promocional. A faixa bônus "Still Day Beneath the Sun" foi lançada mais tarde como um single somente em vinil.
Blackwater Park não alcançou as paradas nos Estados Unidos ou no Reino Unido. A partir de de maio de 2008, Blackwater Park já tinha vendido mais de 93,000 cópias nos Estados Unidos.
Em 29 de março de 2010, o Opeth relançou uma Legacy Edition de Blackwater Park que incluía uma versão ao vivo de "The Leper Affinity" e em seguida, um segundo DVD que é o álbum inteiro em 5.0 Surround Sound e um documentário making of.

## Recepção
| Críticas profissionais | Críticas profissionais |
| Avaliações da crítica  | Avaliações da crítica  |
| Fonte                  | Avaliação              |
| ---------------------- | ---------------------- |
| Allmusic               | link                   |
| College Music Journal  | (favorável)            |
| Exclaim!               | (favorável) link       |
| Record Collector       | link                   |
| Sputnikmusic           | link                   |
| SSMT                   | (favorável) link       |
| The Metal Observer     | (favorável) link       |
| Village Voice          | (favorável)            |

Blackwater Park recebeu uma recepção positiva sobre seu lançamento inicial tendo-lhes muitas vezes comparado a grupos criticamente aclamados de épocas anteriores. The Village Voice escreveu em sua análise do álbum que o "Opeth pinta sobre uma tela épica, soando às vezes como... resposta do metal ao King Crimson dos anos 70". CMJ também escreveu uma análise positiva chamando o álbum de "Divino....Uma fusão metal do Pink Floyd e dos the Beatles". A revista de música canadense Exclaim! escreveu que o álbum "...pode ser o melhor disco de metal deste ano, e vale a pena toda a energia que a banda colocou na criação dele". O Allmusic escreveu que o álbum foi "Uma obra de extensão criativa de tirar o fôlego" e observou elogios da crítica do álbum afirmando que "desde a publicação da obra-prima inovadora do Tiamat, Wildhoney, em 1994, teve a cena do metal extremo testemunhada com tal entusiasmo esmagador de fãs e elogios da crítica uniforme que concedeu a Blackwater Park". Uma análise mais misturada veio de Alex Silveri da Sputnikmusic, que elogiou várias das canções do álbum mas escreveu negativamente sobre "The Drapery Falls", "Dirge for November" e "The Funeral Portrait" que são referidas por Silveri como "chatas ao ponto de lágrimas". O álbum foi ranqueado no número dezoito na lista da IGN dos "Melhores Álbuns de Metal", lançada em janeiro de 2007.

## Faixas
Todas as faixas escritas e compostas por Opeth. 
| N.º | Título                 | Duração |  |
| 1.  | "The Leper Affinity"   | 10:23   |  |
| 2.  | "Bleak"                | 9:16    |  |
| 3.  | "Harvest"              | 6:01    |  |
| 4.  | "The Drapery Falls"    | 10:54   |  |
| 5.  | "Dirge for November"   | 7:54    |  |
| 6.  | "The Funeral Portrait" | 8:44    |  |
| 7.  | "Patterns in the Ivy"  | 1:53    |  |
| 8.  | "Blackwater Park"      | 12:08   |  |

| Edição de 2-CDs |                              |         |  |
| N.º             | Título                       | Duração |  |
| 1.              | "Still Day Beneath the Sun"  | 4:34    |  |
| 2.              | "Patterns in the Ivy II"     | 4:12    |  |
| 3.              | "Harvest" (faixa multimídia) | 21:14   |  |

## Créditos
| - Mikael Åkerfeldt – vocal, guitarra, violão - Peter Lindgren – guitarra - Martin Mendez – baixo - Martin Lopez – bateria, percussão - Steven Wilson – vocais limpos e de apoio em "Bleak", "Harvest", "The Funeral Portrait" e "The Drapery Falls", teclados, mellotron, guitarra adicional | - Steven Wilson – produtor, engenheiro, mixador - Mikael Åkerfeldt – produtor - Fredrik Nordstrom – engenheiro, mixador - Fredrik Reymerdahl – engenheiro - Göran Finnberg – masterização - Travis Smith – desenho da capa, desenho - Harry Välimäki – fotografia |